# Tonyknausane
Die Tonyknausane (norwegisch) sind drei Nunatakker im ostantarktischen Königin-Maud-Land. Im westlichen Teil des Gebirges Sør Rondane ragen sie östlich der Front des Tussebreen auf.
Wissenschaftler des Norwegischen Polarinstituts benannten sie 1988 nach dem belgischen Geologen Tony Van Autenboer, der zwischen 1957 und 1970 mehrere belgische Expeditionen in Antarktika geleitet hatte.